# Mwai Kibaki
Mwai Kibaki (sinh ngày 15 tháng 11 năm 1931 - mất ngày 22 tháng 4 năm 2022) là tổng thống của Kenya. Kibaki trước đây là phó tổng thống (1978 - 1988), và đã từng đảm nhiệm nhiều chức vụ trong nội các, bao gồm cả chức Bộ trưởng Tài chính (1978 - 1981), Bộ trưởng Nội vụ (1982 - 1988) và Bộ trưởng Y tế (1988 - 1991).
Ông sinh ra và được các nhà truyền giáo Italia đặt tên rửa tội Emilio Stanley nhưng ông hiếm khi dùng tên này.
Ông đã tuyên thệ nhậm chức ngày 30 tháng 12 năm 2007 làm tổng thống nhiệm kỳ 2 của Cộng hòa Kenya sau khi chiến thắng trong cuộc bầu cử bị các cáo buộc gian lận và các phạm quy rộng khắp dẫn đến bất ổn dân sự.

## Thời trẻ
Sinh ra tại làng Gatuyaini ở khu Othaya của quận Nyeri, Kibaki là con trai út của những người nông dân Kikuyu tên Kibaki Gĩthĩnji và Teresia Wanjikũ (cả hai đã quá cố). Ông học tại trường phổ thông Gatuyainĩ (hai năm), trường Karĩma Mission (3 năm), Trường nội trú tiểu học Mathari (giữa năm 1944 và 1946). Ông đã học Trường PTTH Mang'u danh tiếng giữa năm 1947 và 1950 và đạt điểm tối đa có thể trong cuộc thi cuối cấp. Ông đã muốn theo học trường quân sự nhưng do một phán quyết của Walter Coutts, thư ký trưởng thuộc địa, dân thuộc các cộng đồng G.e.m.a không được vào quân đội Anh.
Ông đã học kinh tế, lịch sử và khoa học chính trị tại Makerere University College, Kampala, Uganda. Trong quá trình học, ông là chủ tịch Hội sinh viên Kenya. Năm 1955, ông đã tốt nghiệp giỏi nhất lớp và được cấp học bổng học tiếp ở Anh quốc và đã nhận bằng cử nhân khoa học. hạng ưu ngành tài chính công tại Trường Kinh tế Luân Đôn.